# Mlungu dalitsani Malaŵi
Mlungu dalitsani Malawi (trad. dalla lingua chewa "O, Dio proteggi la nostra terra del Malawi") è l'inno nazionale del Malawi. Il testo e la musica sono stati scritti da Michael-Fredrick Paul Sauka nel 1964, anno in cui il brano è stato anche adottato come inno.

## Testo
Lingua chewa
Mlungu dalitsani Malaŵi,
Mumsunge m'mtendere.
Gonjetsani adani onse,
Njala, nthenda, nsanje.
Lunzitsani mitima yathu,
Kuti tisaope.
Mdalitse Mtsogoleri nafe,
Ndi Mayi Malaŵi.
Malaŵi ndziko lokongola,
La chonde ndi ufulu,
Nyanja ndi mphepo ya m'mapiri,
Ndithudi tadala.
Zigwa, mapiri, nthaka, dzinthu,
N'mphatso zaulere.
Nkhalango, madambo abwino.
Ngwokoma Malaŵi.
O Ufulu tigwirizane,
Kukweza Malaŵi.
Ndi chikondi, khama, kumvera,
Timutumikire.
Pa nkhondo nkana pa mtendere,
Cholinga n'chimodzi.
Mayi, bambo, tidzipereke,
Pokweza Malaŵi.

## Traduzione
O, Dio benedici la nostra terra del Malawi 
Tienila come terra di pace. 
Allontana ogni nemico, 
La fame, la malattia, l'invidia. 
Unisci insieme tutti i nostri cuori in uno, 
Che siano liberi dalla paura. 
Benedici il nostro leader, tutti e ciascuno, 
E la Madre Malawi. 
Il nostro Malawi, questa terra così bella, 
Fertile, coraggiosa e generosa. 
Con i suoi laghi, la rinfrescante aria di montagna, 
Come siamo stati grandemente benedetti. 
Colline e valli, terra così ricca e rara
Dacci una generosità libera. 
Legno e foreste, pianure così ampia ed equa, 
Tutto, bello e poetico Malawi. 
Libertà, per sempre, lasciaci uniti 
Per costruire Malawi. 
Con il nostro amore, zelo e lealtà, 
Faremo il nostro meglio per lei. 
In tempo di guerra, o in tempo di pace, 
Uno scopo e un obiettivo. 
Gli uomini e le donne che lavorano con altruismo
Nella costruzione del Malawi. 